# 르꼬끄 스포르티브
르꼬끄 스포르티브(프랑스어: Le Coq Sportif; 프랑스어 발음: lə kɔk spɔʁtif)는 1882년에 설립된 프랑스의 스포츠 용품 및 의류 제조업체이다. 회사 이름이자 브랜드 명인 프랑스어 Le Coq Sportif(르꼬끄 스포르티브)는 "활발한 수탉"이란 뜻이며 Le Coq의 한글 표기법은 띄어쓰기 없이 르꼬끄로 표기한다. 회사 로고는 빨간 삼각형 안에 닭이 있는 그림이다.

대한민국에서는 1935년 탄생한 일본의 정통 프리미엄 스포츠 브랜드 데상트코리아가 브랜드 전개권을 소유하고 있다.

## 스폰서
르꼬끄 스포르티브는 다음 구단들의 킷스폰서를 하고 있다.

### 배구

#### 클럽
V리그
- IBK 기업은행 알토스

### 축구

#### 국가대표팀
CAF
- 남아프리카 공화국
- 카메룬

#### 클럽
UEFA
- 파리 생제르맹 FC (1970 ~ 1986)
- FC 인테르나치오날레 밀라노 (1986 ~ 1988)

AFC
- FC 서울 (2012 ~ 2021)
- 울산 HD FC (2010 ~ 2011)
- 인천 유나이티드 FC (2012 ~ 2014)

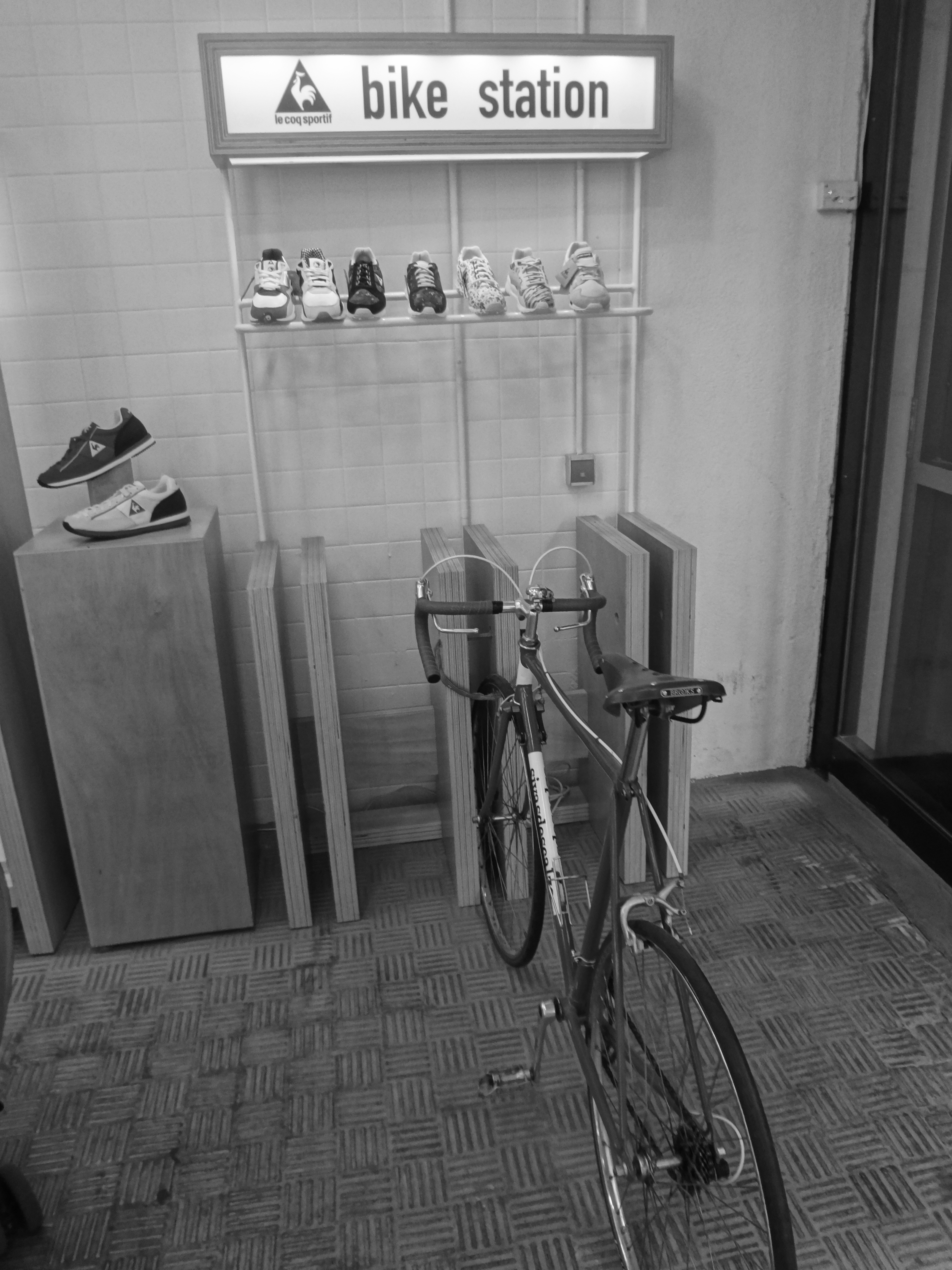
Le Coq Sportif Madrid

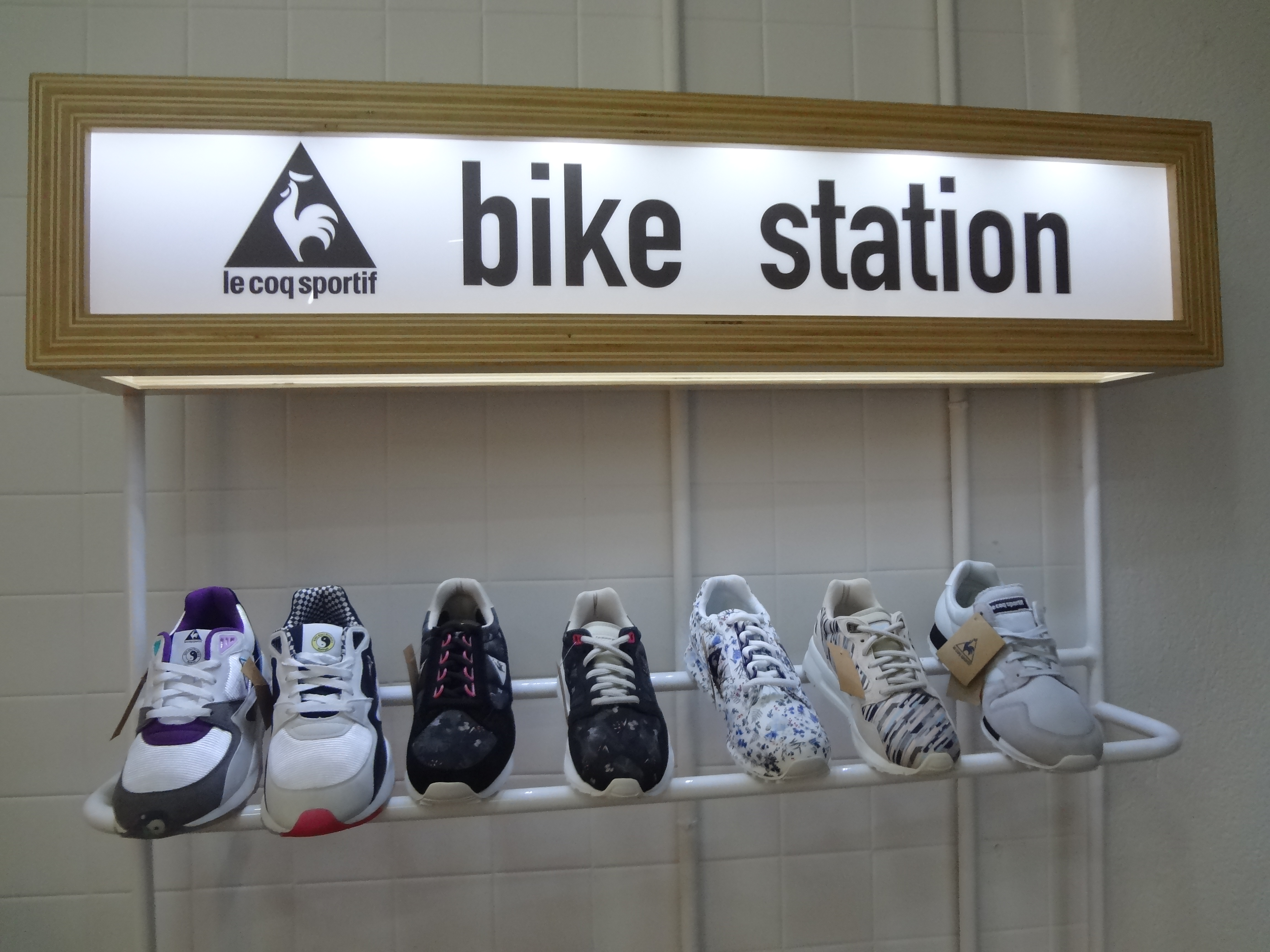
Le Coq Sportif Madrid

- 나고야 그램퍼스